# توماس دالجارد
توماس دالجارد (بالدنماركية: Thomas Dalgaard)‏ (12 أبريل 1984 في الدنمارك - ) هو لاعب كرة قدم دانمركي في مركز الهجوم. لعب مع مانيساسبور ونادي أودنسه ونادي راندرس ونادي سوندرييسكه ونادي هيرنفين وSkive IK ‏ ونادي فيبورج.

## وصلات خارجية
- توماس دالجارد على موقع اتحاد تركيا (لاعب) (الإنجليزية)
- توماس دالجارد على موقع قاعدة بيانات كرة القدم.إي يو (الإنجليزية)
- توماس دالجارد على موقع Soccerway.com (الإنجليزية)